# 12168 Polko
A 12168 Polko (ideiglenes jelöléssel 5141 T-2) a Naprendszer kisbolygóövében található aszteroida. Cornelis Johannes van Houten,  Ingrid van Houten-Groeneveld és Tom Gehrels fedezte fel 1973. szeptember 25-én.